# Falcón (Cojedes)
Tinaquillo, vroeger Falcón, is een gemeente in de Venezolaanse staat Cojedes. De gemeente telt 105.000 inwoners. De hoofdplaats is de in 1781 gestichte stad Tinaquillo.